# Iso-Uurainen
Iso-Uurainen eller Uurainen är en sjö i Finland. Den ligger i kommunen Urais i landskapet Mellersta Finland, i den centrala delen av landet, 250 km norr om huvudstaden Helsingfors. Iso-Uurainen ligger 166,5 meter över havet. I omgivningarna runt Iso-Uurainen växer i huvudsak blandskog. Den är 11 meter djup. Arean är 1,22 kvadratkilometer och strandlinjen är 10,08 kilometer lång. Sjön  ingår i Kymmene älvs huvudavrinningsområde. 